# Ohanna Shivanand
Ohanna Shivanand, nata Shilpa Anand (Sudafrica, 10 dicembre 1982) è una modella, attrice televisiva e attrice cinematografica indiana, nota in particolare per i ruoli di Riddhima Gupta e Shilpa Malhotra nella serie televisiva medica Dill mill gayye. Ha anche avuto ruoli di rilievo in film e video musicali.

## Biografia
Nata nel 1982 in Sudafrica, frequentò lì le scuole. I suoi genitori erano indiani, e lei si trasferì successivamente in India. Nel 2015 cambiò nome da Shilpa Anand a Ohanna Shivanand. È la sorella minore di Sakshi Shivanand, anche lei attrice. Ohanna ha studiato all'Università del Panjab ottenendo una laurea magistrale in Computer Applications. Ha lavorato per cinque anni come sviluppatrice software sulle applicazioni Java J2EE e sull'e-learning.

## Carriera

### Carriera da modella
Ha iniziato la sua carriera lavorando come modella. È comparsa in almeno 40 pubblicità, tra cui quella della Coca-Cola con Aamir Khan, quella del sapone Lux con Aishwarya Rai e quelle della medicina ayurvedica Dabur Pudin Hara e della tinta Nerolac Paint con Amitabh Bachchan.
È apparsa anche in video musicali, come Kachichiyan (2014) con Paras Arora e Zuber, Khwaishein (2014) con Shael Oswal, e Over Under (2016) con Tarsem Jassar.

### Carriera cinematografica
Il debutto da attrice è stato nel film in lingua telugu Bezawada Police Station nel 2000. Ha debuttato a Bollywood con il film Iqraar by Chance di Ravi Shankar nel 2006, nel ruolo della protagonista Rashmi Mehra.

### Carriera televisiva
Ha cominciato a lavorare come attrice televisiva nel 2007 con la serie medica Dill mill gayye, sulla rete Star One, nel ruolo della dottoressa Riddhima Gupta. Ha lasciato il ruolo nel 2008. A giugno 2010, è tornata a recitare nella serie con il ruolo della dottoressa Shilpa Malhotra su richiesta degli spettatori.
Nel 2012 ha interpretato Meera nella serie antologica Teri Meri Love Stories.

## Filmografia

### Cinema
- Bezawada Police Station, regia di Chimakurthi Hari Babu (2002)
- Vishnu, regia di Shaji Kailas (2003)
- Sarvabhouma, regia di Mahesh Sukhadhare (2004)
- Iqraar by Chance, regia di K. Ravi Shankar (2006)
- Deewane ho gaye, regia di Sunil Agnihotri (2010)
- Alert 24x7, regia di Soujan Joseph (2011)
- Bloody Isshq, regia di Arup Dutta (2013)
- Ye hai lollipop, regia di Manoj Sharma (2016)

### Televisione
- Dill mill gayye, serie TV (2007-2008, 2010)
- Teri Meri Love Stories, ep. 2 (2012)
- Mahisagar, ep. 328 (2015)
- Ishq mein marjawan (2018-in corso)

### Video musicali
- Gol gol akh di Hans Raj Hans (2002)
- Kuch der tak di Hariharan (2007)
- Kachichiyan di Savvy Sandhu (2014)
- Khwaishein di Shael Oswal (2014)
- Over Under di Tarsem Jassar (2016)